# Mokradłoszka
Mokradłoszka (Calliergonella Loeske) – rodzaj mchu należący do rodziny rokietkowatych (Hypnaceae). Gatunkiem typowym jest mokradłoszka zaostrzona Calliergonella cuspidata (Hedw.) Loeske.

## Systematyka
Gatunki:
- Calliergonella binervulum Broth. ex Iisiba
- Calliergonella complanata Cardot & Broth.
- Calliergonella conardii E. Lawton
- Calliergonella cuspidata (Hedw.) Loeske – mokradłoszka zaostrzona
- Calliergonella lindbergii (Mitt.) Hedenäs
- Calliergonella nitida (Hook. f. & Wilson) Cardot
- Calliergonella schreberi (Willd. ex Brid.) Grout

## Zagrożenia i ochrona
Gatunek mokradłoszka zaostrzona Calliergonella cuspidata od 2001 r. jest objęty w Polsce częściową ochroną, obecnie na podstawie Rozporządzenia Ministra Środowiska z dnia 9 października 2014 r. w sprawie ochrony gatunkowej roślin.